# Paolo Gerolamo Piola

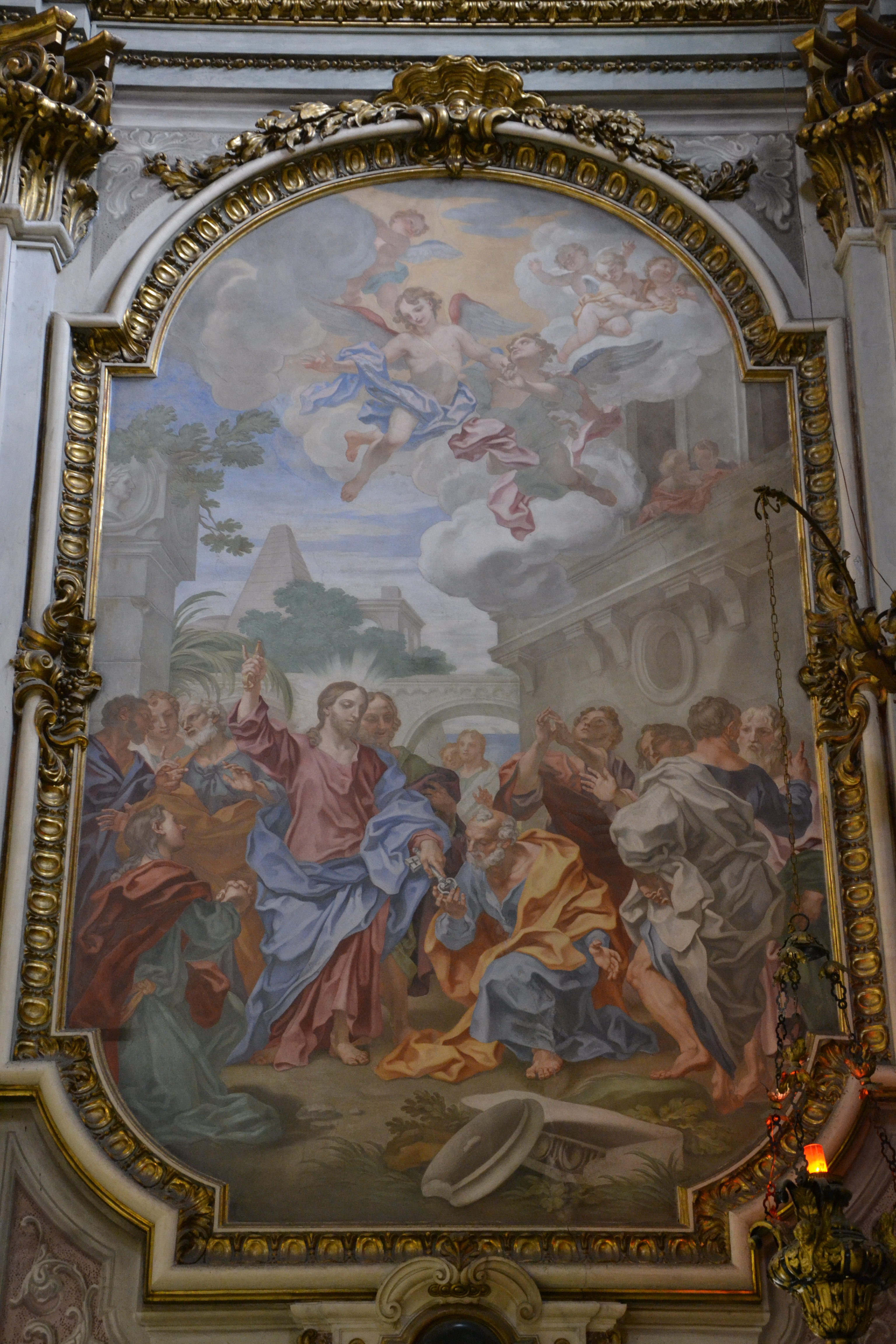
Jesus überreicht Petrus die Himmelsschlüssel (ca. 1712–18), Fresko in der Chiesa della Consolazione, Genua

Paolo Gerolamo Piola (1666 in Genua – 4. Dezember 1724) war ein italienischer Maler und Freskant des Barock aus der Genueser Schule. Er gehörte zu einer bekannten Künstlerfamilie.

## Leben
Er war der Sohn des berühmten Malers Domenico Piola und der Maddalena Varzi. Auch mehrere Großonkel und Onkel sowie seine Brüder Anton Maria (1654–1715) und Giovanni Battista (1670–1728) waren Maler.
Seine Ausbildung erhielt er zunächst in der väterlichen Werkstatt, die als „casa Piola“ bekannt und die erfolgreichste Künstlerwerkstatt ihrer Zeit in Genua war. Wie seine beiden Brüder assistierte Paolo Gerolamo zunächst seinem Vater bei dessen Aufträgen, tat sich jedoch schon bald als eigenständige Künstlerpersönlichkeit hervor. Laut seinem frühen Biografen Ratti soll er ziemlich langsam und sorgfältig gearbeitet haben.
Sein erstes bekanntes Werk ist eine Kopie von Grechettos berühmter Geburt Christi in der Genueser Kirche San Luca, die der fünfzehnjährige Paolo Gerolamo im Jahr 1681 signierte und datierte (heute im Wallraf-Richartz-Museum, Köln).

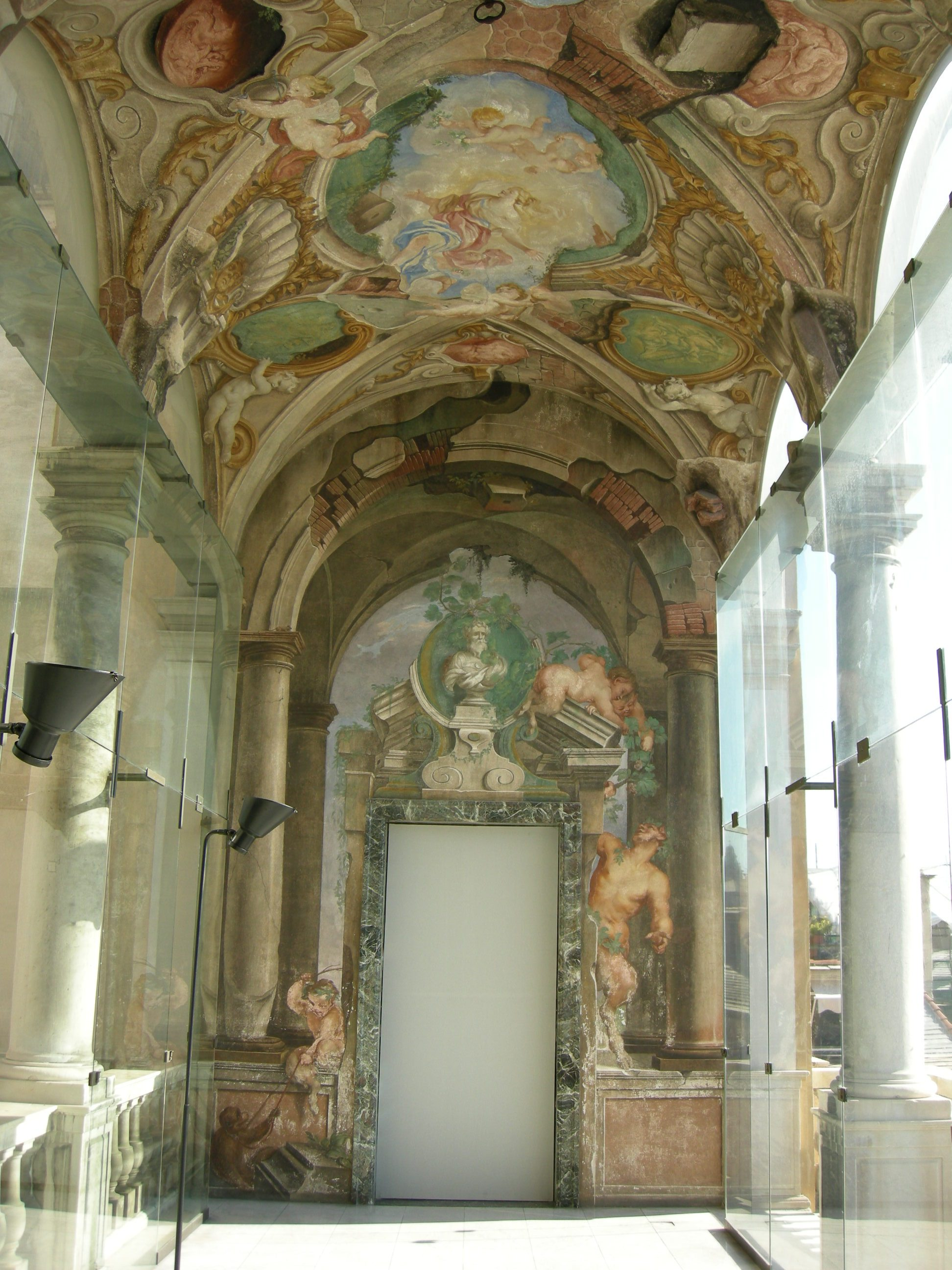
Freskendekor (um 1689) der Loggia des Palazzo Ridolfo e Giovanni Francesco Brignole Sale (Palazzo Rosso), Genua (gemeinsam mit dem Quadraturmaler Nicolò Codazzi)

1684, kurz nach der Bombardierung Genuas durch die Franzosen, reiste er zusammen mit seinem Vater und anderen Mitgliedern der „casa Piola“ durch norditalienische Städte, unter anderem nach Mailand, Parma und Venedig. In Piacenza war er an der Freskendekoration des Palazzo Baldini beteiligt und malte in der Kirche San Pietro in Banchi die vier Evangelisten an den Pendentifs der Kuppel.
In Genua erhielt er im Frühling 1689 die Bezahlung für den Freskendekor mit dem Mythos der Diana in der Loggia des Palazzo Ridolfo e Giovanni Francesco Brignole Sale (Palazzo Rosso). Anfang 1690 bestellte Johann Adam Fürst von Liechtenstein ein Bild bei ihm.
Kurz darauf, im März–April 1690, ging Paolo Gerolamo nach Rom, wo er unter dem Protektorat von Niccolò Maria Pallavicini stand und bei Carlo Maratta studierte. In Rom konnte er sowohl die Werke Raffaels und Annibale Carraccis, als auch diejenigen aktuellerer Künstler wie Pietro da Cortona oder Baciccia studieren. Piolas Art, die Gewänder und Stoffe seiner Figuren von da an mit üppigen, tiefen Falten zu drapieren, ist außerdem eindeutig von den Skulpturen Berninis und dessen Schule beeinflusst.
Nach Besuchen in Forlì und Loreto (1693) im Gefolge des Marchese Pallavicini, kehrte er 1694 nach Genua zurück und wirkte gemeinsam mit seinem Vater und anderen Mitarbeitern der „casa Piola“ an der großen Freskendekoration in der Kirche San Luca mit.
Für die Kathedrale San Lorenzo in Genua malte er um 1695–96 eine Himmelfahrt Christi. Ein Gemeinschaftswerk mit seinem älteren Bruder Anton Maria ist die Hl. Familie mit Heiligen (vor 1699) für die Kirche San Giovanni Battista in Montoggio.

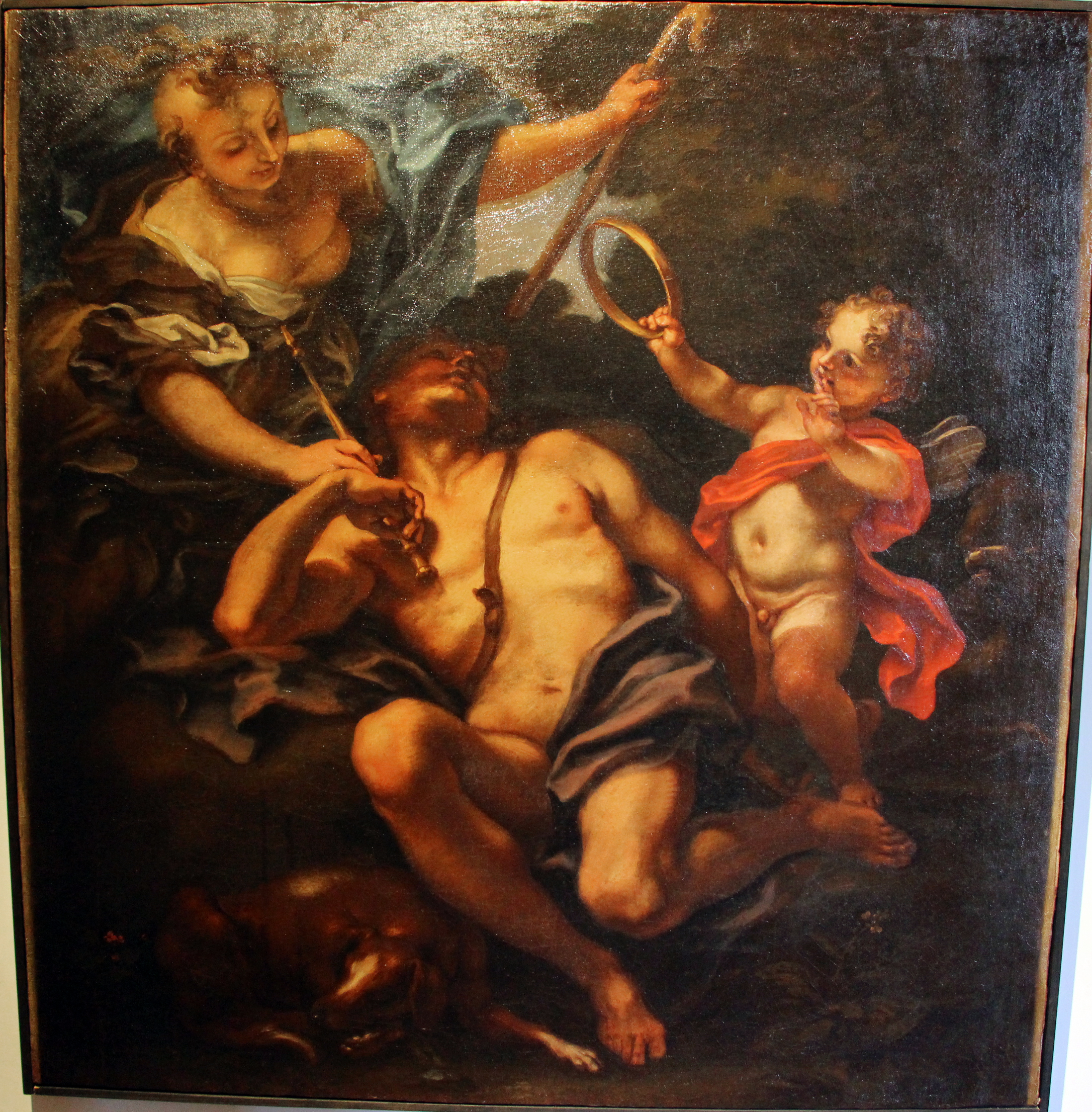
Diana und Endymion, Öl auf Leinwand, Palazzo Bianco, Genua

Einige Werke Paolo Gerolamo Piolas sind nicht mehr erhalten, darunter Fresken in der Chiesa della Madre di Dio (1696), in Santa Brigida (1702) und in Santi Giacomo e Filippo (1709) – alle genannten Kirchen wurden später zerstört.
Nach dem Tode seines Vaters Domenico im Jahr 1703 übernahm Paolo Gerolamo die Leitung der „casa Piola“, obwohl er nicht der älteste Sohn war.
In den folgenden Jahren erhielt er Aufträge für Fresken im Palazzo Sauli (um 1705), im Palazzo Grimaldi Pallavicino (1706–1708) und in der Kirche Santa Maria Maddalena (1705), und malte das Altarbild Die Heiligen Dominikus, Rosa und Ignatius verehren ein Bild der Madonna (ca. 1708) in der Kirche Nostra Signora Assunta di Carignano.
Gemeinsam mit dem Quadraturmaler Francesco Maria Costa schuf Paolo Gerolamo Piola zwischen 1710 und 1712 einen Freskenzyklus in der Kirche Santa Marta, und von 1712 bis 1718 in einer Kapelle der Kirche Nostra Signora della Consolazione (Genua).
Am 13. Mai 1713 beschwerten sich Paolo Gerolamo und seine beiden Brüder Anton Maria und Giovanni Battista, „die Gebrüder Piola“, beim Senat von Genua, dass die Steuern, die man ihnen zu zahlen auferlegt hatte, viel zu hoch seien und „ihre Möglichkeiten weit übersteigen“ („molto eccedente le loro facoltà“).

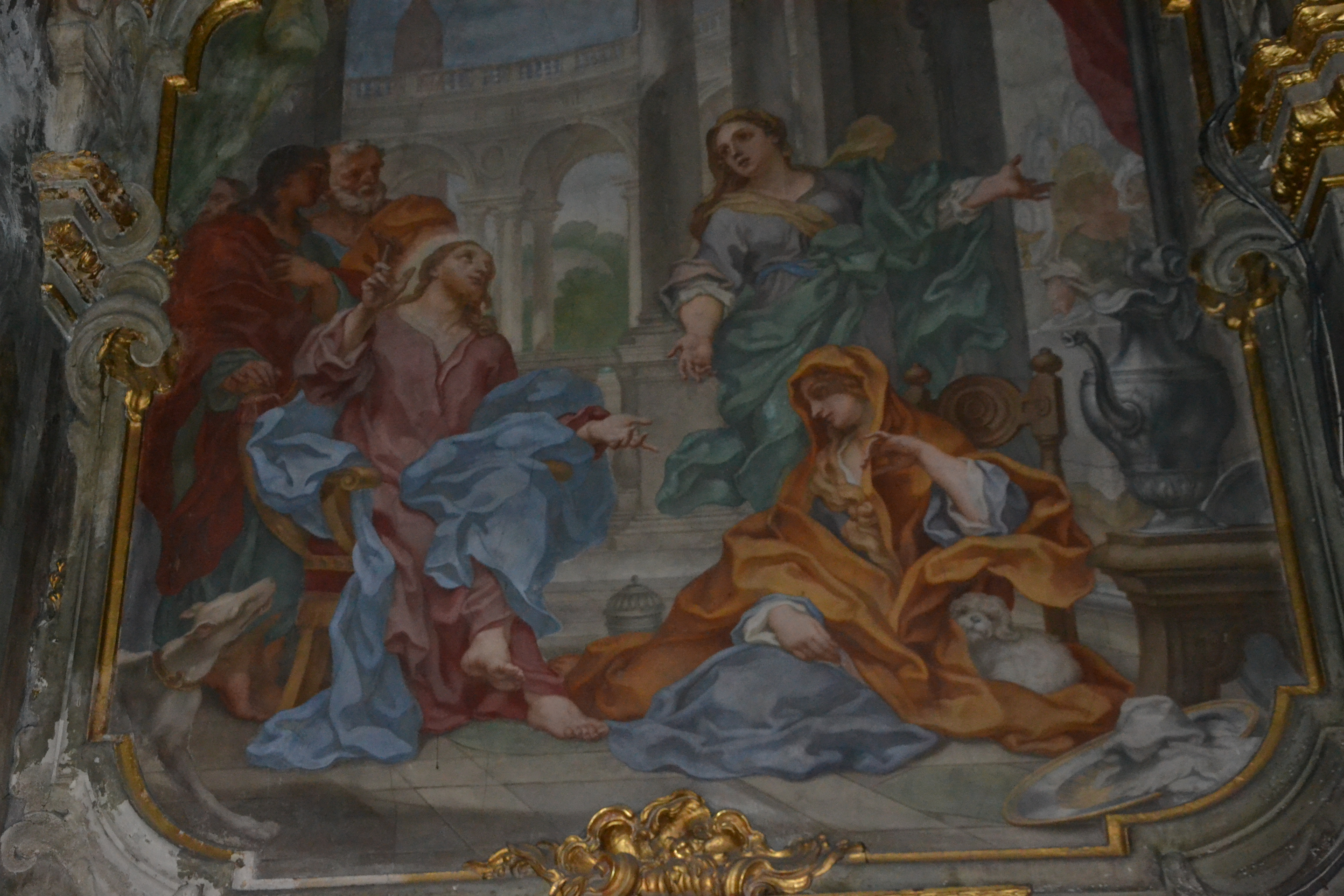
Detail der Fresken von Paolo Gerolamo Piola in Santa Marta, Genua

Piola wurde, wie schon sein Vater, öfters als Fachmann konsultiert, und sprach z. B. verschiedentlich Empfehlungen für die Bildhauer Camillo Rusconi und Francesco Maria Schiaffino aus. Im April 1715 fungierte er als Supervisor für eine von Anton Maria Maragliano geschnitzte Prozessionsfigur der Stigmatisation des Hl. Franziskus für das Oratorio di Chiavari. 1719 reiste Paolo Gerolamo nach Bologna und Florenz, um dort für Giacomo Filippo Durazzo Gemälde zu erwerben.
Zu seinen letzten Werken zählen die Deckenfresken in zwei Salons des Palazzo Durazzo Pallavicini, für die er 1723 bezahlt wurde, und weitere Fresken im Nonnenchor der Kirche Santa Marta (1722–1724), die jedoch nach seinem Tode von Lorenzo De Ferrari fertiggestellt werden mussten.
Paolo Gerolamo Piola starb am 4. Dezember 1724 nach einem Gichtanfall und wurde in der Kirche Sant’Andrea begraben. Er hatte keine Nachkommen, da er laut Ratti seine persönliche Freiheit so sehr liebte, dass er nie heiratete; aus demselben Grunde soll er auch keine Schüler angenommen haben.

## Werke (Auswahl)

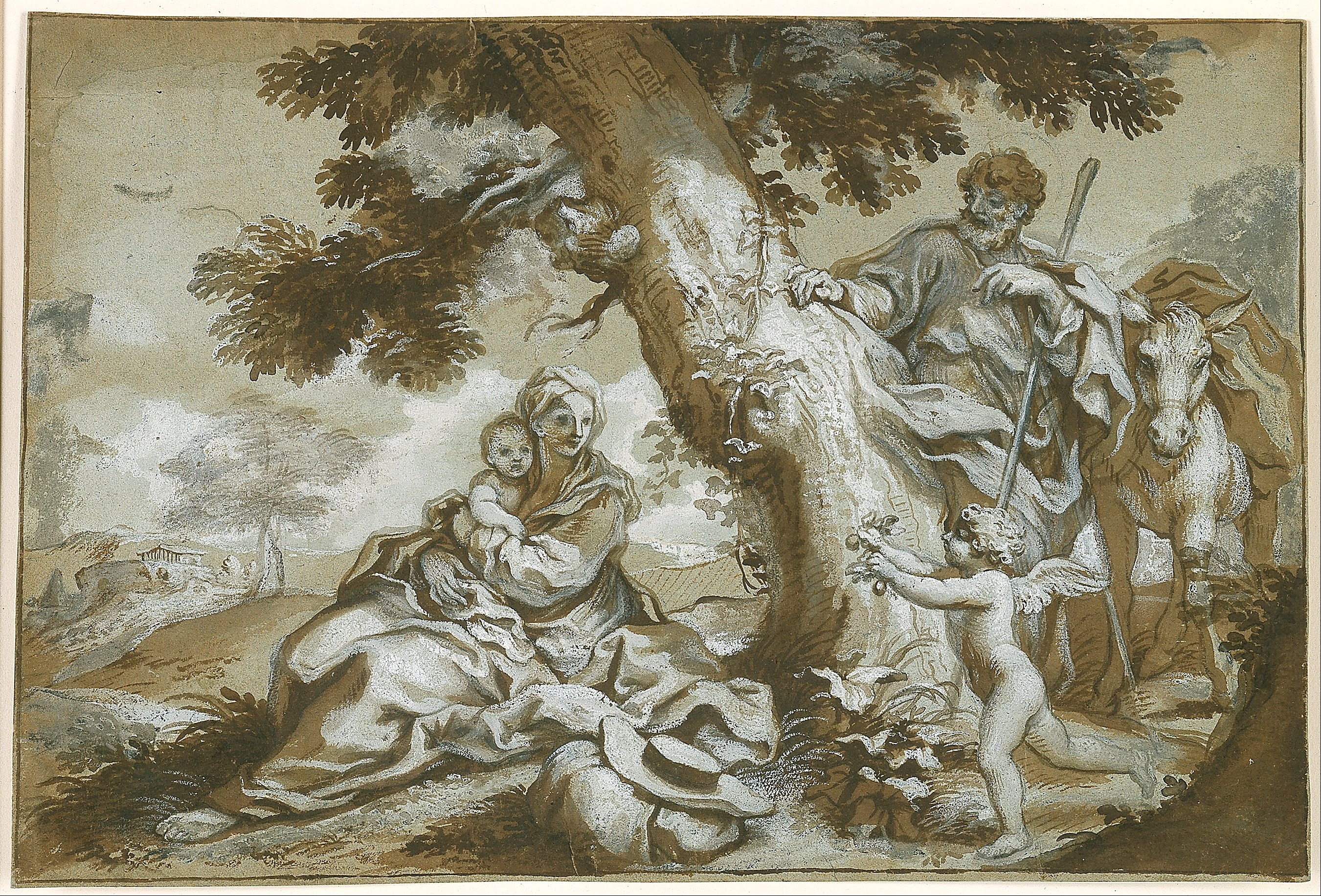
Ruhe auf der Flucht nach Ägypten, Tinte, Kreide u. a. auf Papier, Blanton Museum of Art, University of Texas (Austin)

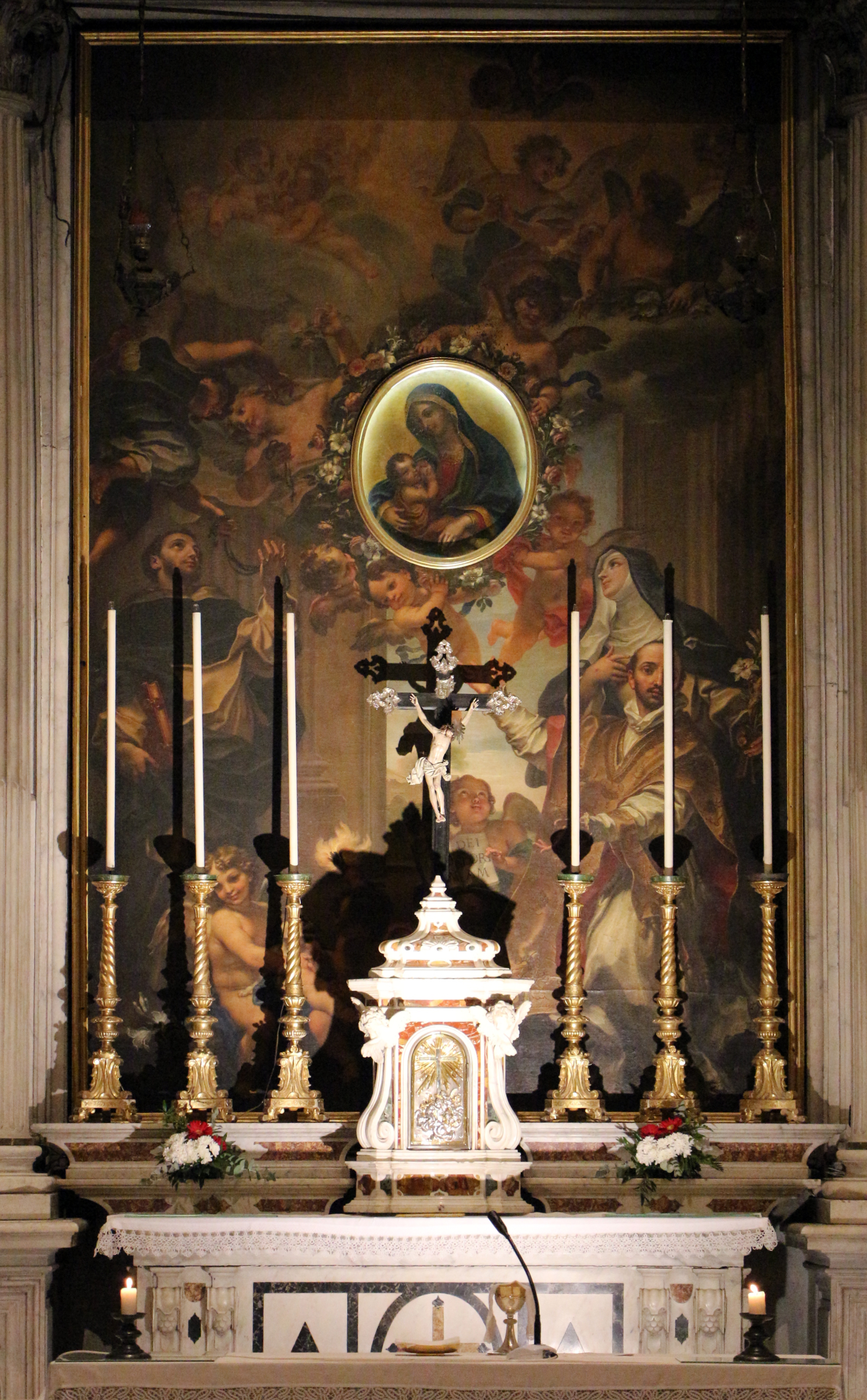
Die Hl. Dominikus, Rosa und Ignatius verehren ein Bild der Madonna, ca. 1708, Nostra Signora Assunta di Carignano, Genua

- Geburt Christi, 1681 (Kopie von Grechettos gleichnamigem Bild in San Luca, Genua) Wallraf-Richartz-Museum, Köln
- vier Evangelisten (ca. 1684–85) an den Pendentifs der Kuppel in der Kirche San Pietro in Banchi, Piacenza
- Madonna mit Heiligen, um 1685, Chiesa di Nostra Signora delle Grazie al Molo, Genua
- Fresken mit Mythos der Diana (ca. 1688–89) in der Loggia des Palazzo Rosso, Genua
- Freskendekoration (um 1694–1696) in der Kirche San Luca (zusammen mit Domenico Piola u. a.)
- Himmelfahrt Christi, um 1695–96, Kathedrale San Lorenzo, Genua
- Die Hl. Familie mit Heiligen, vor 1699, San Giovanni Battista in Montoggio (zusammen mit Anton Maria Piola)
- Bildnis einer Dame als Circe, 1701, Privatsammlung
- Madonna del Carmine mit den Hl. Francesco da Paola und Antonius von Padua, signiert und datiert 1704, Gemeindekirche von Ceriale
- Fresken (um 1705) in zwei Salons des Palazzo Sauli, Genua
- Fresko San Francesco da Paola, 1705, Santa Maria Maddalena, Genua
- Hoffnung und Nächstenliebe, 1706–1708, Palazzo Grimaldi Pallavicino, Genua
- Die Hl. Dominikus, Rosa und Ignatius verehren ein Bild der Madonna, ca. 1708, Kirche Nostra Signora Assunta di Carignano
- Freskenzyklus (1710–1712) in der Kirche Santa Marta, Genua (zusammen mit dem Quadraturmaler Francesco Maria Costa)
- Fresken (1712–1718) in der Cappella Della Torre der Kirche Nostra Signora della Consolazione, Genua (zusammen mit dem Quadraturmaler Francesco Maria Costa)
- Deckenfresken (ca. 1723) in zwei Salons des Palazzo Durazzo Pallavicini, Genua
- Fresken (1722–1724), u. a. im Nonnenchor der Kirche Santa Marta, Genua (fertiggestellt von Lorenzo De Ferrari)